# 派恩湖 (喬治亞州)
派恩湖（英語：Pine Lake）是一個位於美國喬治亞州迪卡爾布縣的城市。

## 地理
派恩湖的座標為33°47′29″N 84°12′23″W / 33.79139°N 84.20639°W，而該地的平均海拔高度為289米（即948英尺）。

## 人口
根據2010年美國人口普查的數據，派恩湖的面積為0.50平方千米，當中陸地面積為0.50平方千米，而水域面積為0.00平方千米。當地共有人口730人，而人口密度為每平方千米1,460人。